# Tauló

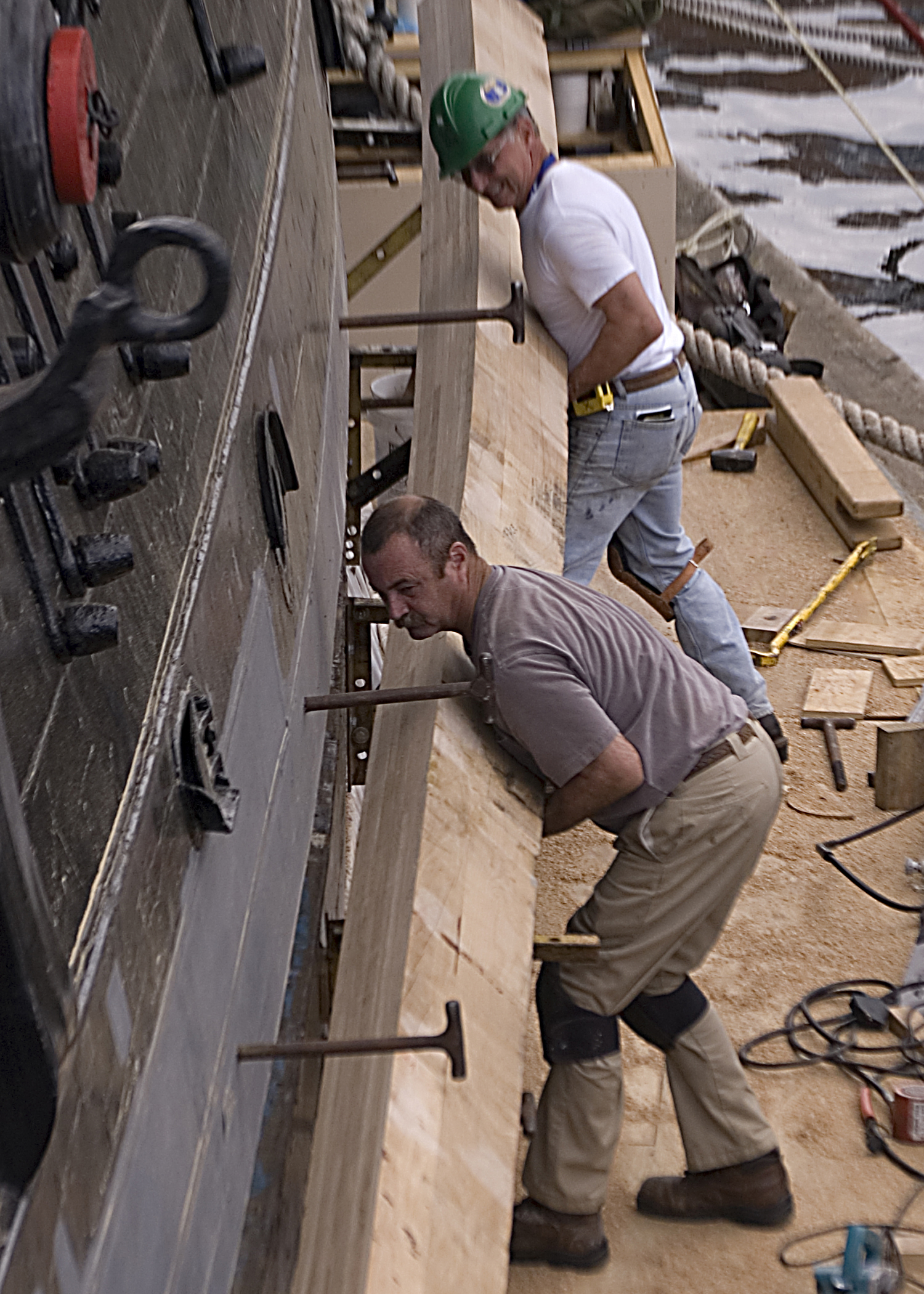
Tauló de fusta dels emprats en la construcció d'un vaixell. En realitat és una plantilla de fusta laminada prevista per a fabricar el tauló definitiu.

Un tauló  (diminutiu de taula, al seu torn provinent del llatí:  tabula ) és una peça de fusta plana, allargada i rectangular, de cares paral·leles, més alta o llarga que ampla, emprada en la construcció de cases, ponts, etc. També s'empra en la construcció de vaixells, especialment per a cobertes i folres. (En aquest darrer cas, el terme genèric per a denominar una filera de taulons és filada. La primera filada propera a la quilla s’anomena “traca”). Sol ser de fusta serrada, amb més de 40 mm de gruix, i d'una amplada normalment superior a 63 mm. Si l'amplada és inferior a 63 mm i el gruix menor de 38 mm se'n diu post.

## Usos
De temps molt antics s'usen troncs tallats en forma de "tauló" per a construir ponts, passarel·les, vaixells o cases de fusta, inclosos sòls, revestiments i mobles. També serveix com a suport per a formar taules o prestatgeries (per emmagatzemar aliments, objectes, etc.). El seu té origen en l'hàbitat de la casa neolítica, els empraven els pastors per curar els formatges (els deixaven assecar sobre taulons).
En la construcció naval, traca és el terme tècnic amb què es designen les posts emprades per fer el folre del buc dels vaixells de fusta. En ser de fusta suren a l'aigua i són fàcils de mecanitzar, de manera que, històricament, han estat la "matèria primera bàsica" en la construcció de vaixells. Modernament, han estat substituïdes per altres materials (acer, alumini, fibra de vidre, etc.). Tanmateix, es continuen emprant en la restauració i conservació de vaixells antics i, encara, en la construcció de rèpliques de vaixells històrics fets amb la tècnica clàssica.

### Etimologia de traca com terme nàutic
El terme nàutic traca prové en un primer terme de l'anglès antic strake, transmès per mitjà del francès antic estraque, després étraque.

### Terminologia relacionada amb folre
La denominació genèrica de cada filera de taulons és “filada” o “traca”. Hi ha discrepàncies en aquest tema segons diversos diccionaris i obres especialitzades.
Pel que fa a les peces que integren una filada, la seva denominació també varia (en teoria) segons el gruix de la peça. Per a simplificar es pot acceptar que cada peça pot ser un tauló, una post o una llata.
En les barques mallorquines, valencianes i catalanes, cada banda de la barca està formada, generalment, per cinc filades que tenen un nom específic:
- paralla[8]
- sobreparalla[9]
- embó[10][11]
- sotabocal[12]
- bocal[13]

## Galeria d'imatges

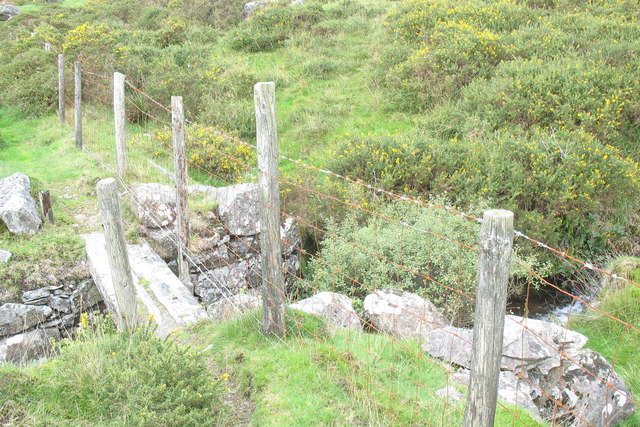
Pont fet amb dos taulons
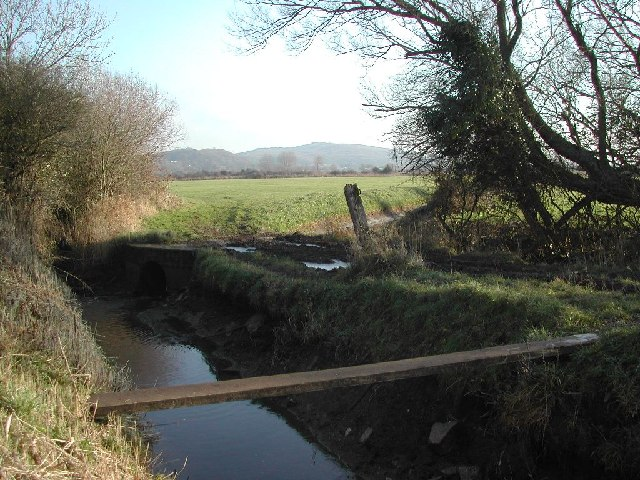
Pont fet amb un tauló
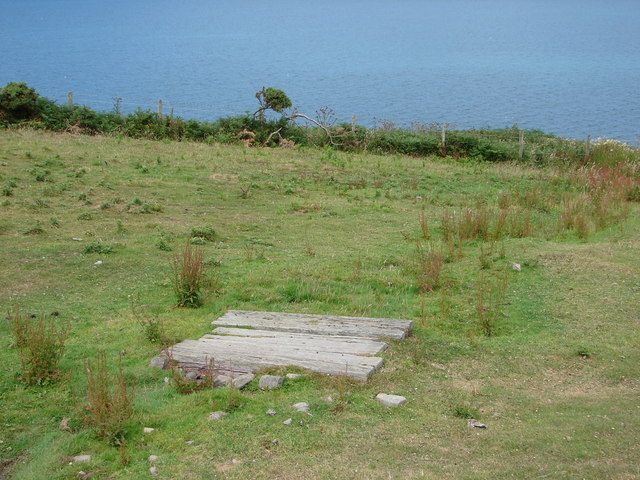
Pont fet amb diversos taulons
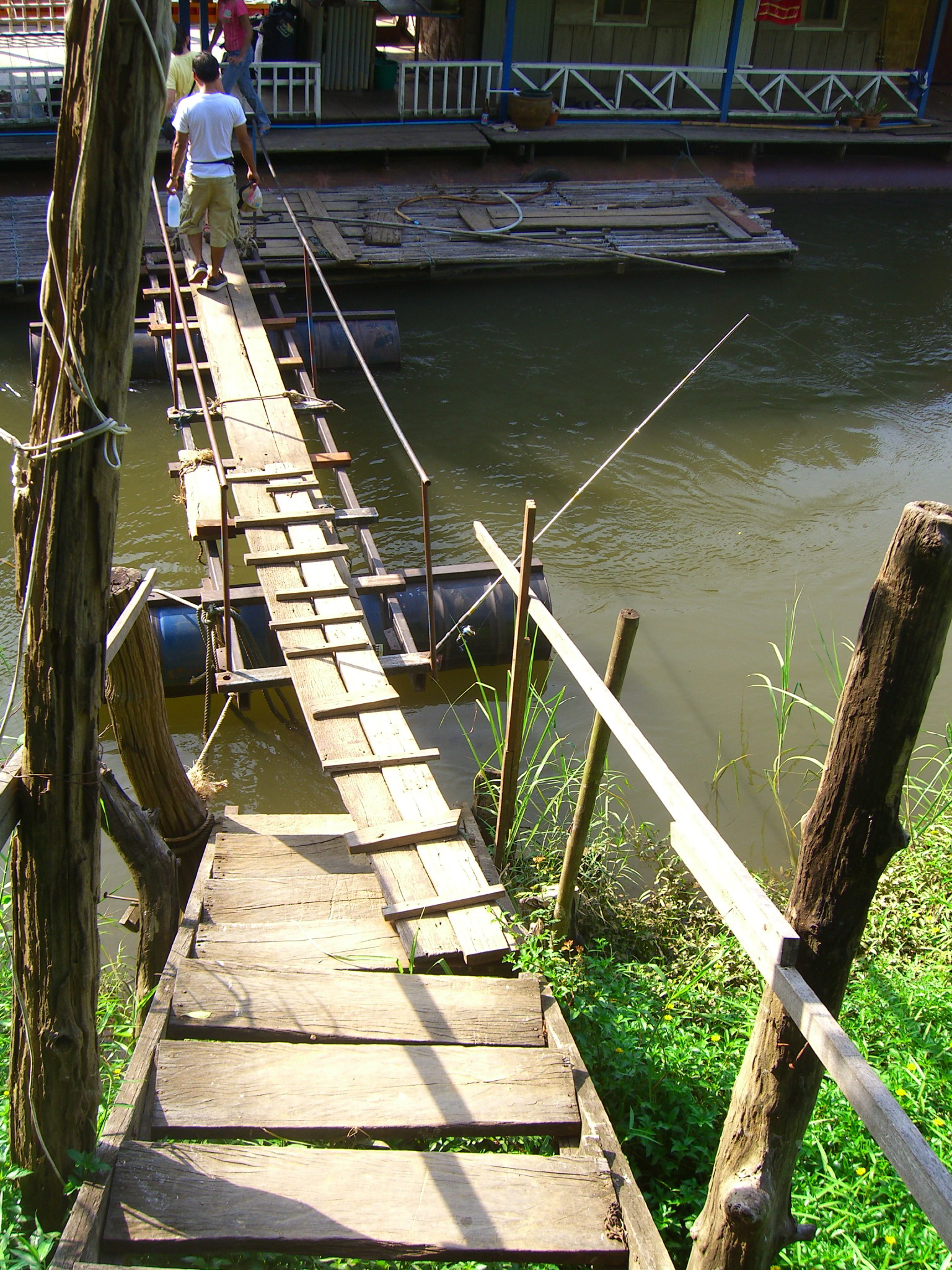
Pont fet amb diversos taulons
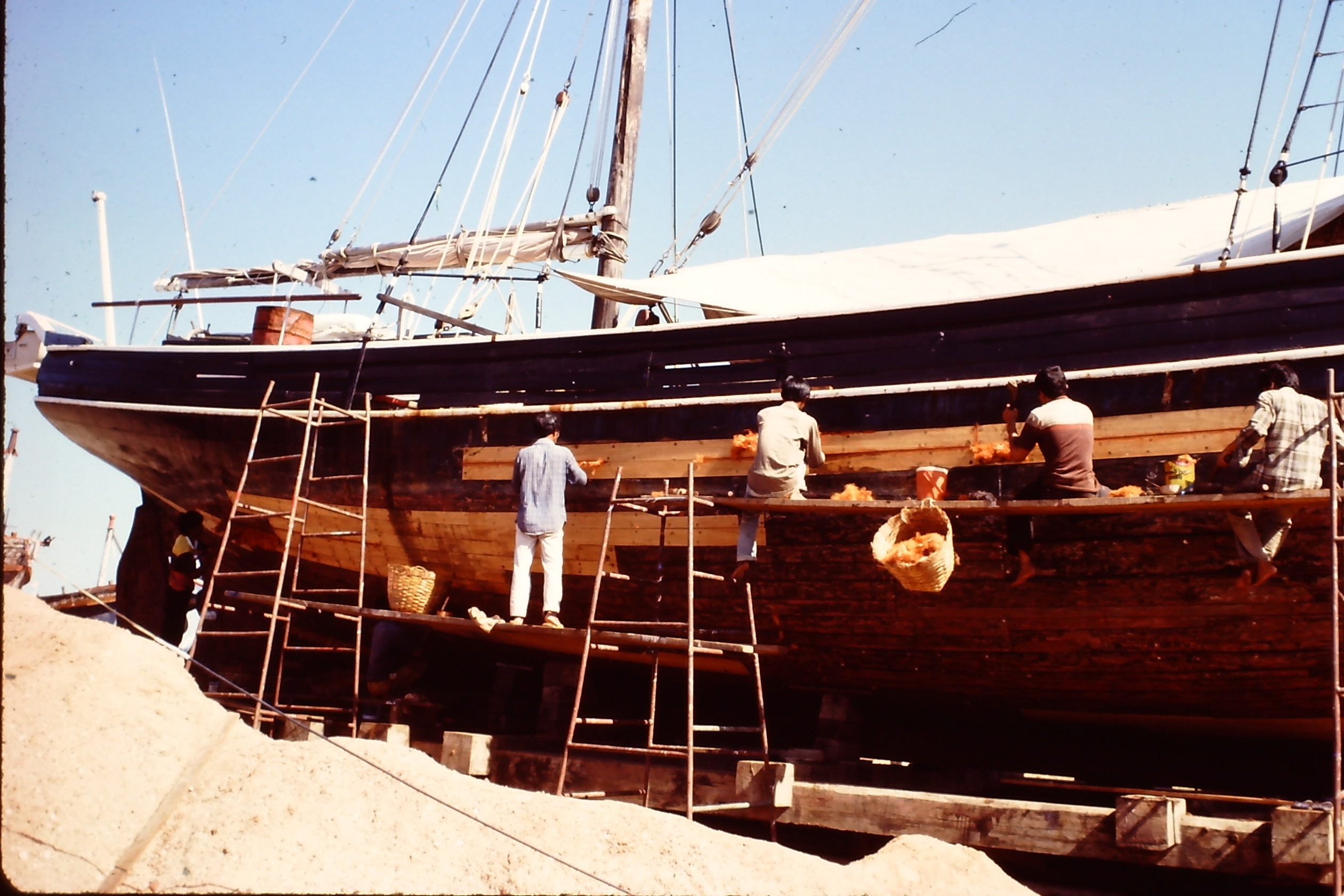
Substitució de les traques del folre exterior del buc del quetx Johanne Regina a Tailàndia el 1978.